# Угоститељска и трговинска школа Добој
ЈУ Угоститељска и трговинска школа је једна од 6 средњих школа у Добоју, Република Српска, Босна и Херцеговина. Школа се налази у улици Цара Душана 18 и смјештена је у зграду средњошколског центра у Добоју заједно са још три добојске средње школе: Саобраћајна и електро школа Добој, Економска школа Добој и Техничка школа Добој.

## Опште информације о школи
Школу сваке године упише око 140 ученика, а тренутно школа има 485 ученика. Настава се изводи у четири кабинета практичне наставе, 10 учионица и кабинет за информатику. Школа такође посједује  школску библиотеку . За потребе извођења практичне наставе за ученике смјера конобар и кувар  у школи су  изграђени школски ресторан и школска кухиња.

## Историја школе[1]
ЈУ Угоститељска и трговинска школа једна је од пет средњих стручних школа у Добоју. Од 1975. године се налази у приземљу зграде средњошколског центра у Добоју. Повољан географски положај града Добоја, природна богатства дају могућност сталног школовања кадрова чије је подручје рада угоститељство, туризам, економија, право и трговина.
Десетак година послије Другог свјетског рата 1956. године у Добоју је основана Стручна трговачка школа. Пет година касније основана је Угоститељска школа, а већ наредне године 1962. ове двије школе су се спојиле и од тада до данас раде под јединственим називом: Угоститељска и трговинска школа. Политичка и привредна ситуација у периоду од 1970. до 1992. године често је наводила средње школе града Добоја на међусобно уједињавање и разједињавање. Захваљујући потреба тржишта школа је започела и са ванредним школовањем, нарочито за оспособљавање самосталних угоститеља. То су била времена кад су школу похађали кандидати из свих крајева бивше државе.
Политичка и привредна ситуација у периоду од 1970. до 1992. године често је наводила средње школе града Добоја на међусобно уједињавање и разједињавање. Од 1992. године школа је самостална јавна установа која образује сљедећа занимања: конобар, кувар, трговац, трговачки техничар, туристички техничар, угоститељски и кулинарски техничар.
До 6. октобра 1997. године Управна угоститељска и школа ученика у привреди била је у склопу ООУР-а, када је конституисана у самосталан субјект под називом Управна, угоститељска и ШУП Добој.
Дана, 28. јуна 2012. године извршен је упис промјене назива у ЈУ Угоститељска и трговинска школа Добој, под којим називом ова установа послује и данас.
У току маја 2014. године школа је претрпљела огромну штету током поплава у граду. Сви објекти школе су били у потпуности потопљени. У оквиру санације цјелокупног Средњошколског центра, која је услиједила убрзо након немилих догађаја, санирани су сви објекти школе. Иако је штета на објекту процијењена на 800.000 марака, уложено је два и по милиона марака и, осим зграде заједничког објекта, обновљене су и заједничка школска дворана и двије школске радионице.
Модернизација школе и васпитно-образовне се наставила током редовног стручног усавршавања особља школе и донацијама опреме за учионице и школске радионице.

## Образовни профили
Школа образује сљедећа занимања у оквиру струке туризам, угоститељство и трговина
- У трајању од 4 године, односно 4. степен стручности

1. царински техничар (трговина)
2. туристички техничар (туризам и угоститељство)
3. кулинарски техничар (туризам и угоститељство)

- У трајању од 3 године, односно 3. степен стручности

1. пекар (туризам и угоститељство)
2. конобар (туризам и угоститељство)

## Догађаји

### Креативношћу против зависности
Креативношћу против зависности је манифестација ученичког стваралаштва и годишње окупљање креативних и талентованих средњошколаца са територије Града Добоја чији је домаћин Угоститељска и трговинска школа Добој. Циљ је анимирање омладине да се своје слободно вријеме користе на креативан начин и мање времена проводе испред екрана. Манифестација се орджава од 2016. године, с изузетком 2020. године због пандемије ковида 19, а наредне године се одржала кроз виртуелну изложбу.